# Bruno Falba
 (février 2019).
Bruno Falba est un écrivain, dialoguiste et scénariste français, né en 1966 à Draguignan (Var, France). 

## Biographie
Il est le petit-fils du chanteur lyrique  Frédéric Falba (ténor), et parent du maréchal de camp Jean Falba.
Les opéras et les légendes contées par sa tante Athena lui donnent le goût pour les récits épiques. De santé fragile, il lit beaucoup. 
Il suit des études de communication et de journalisme à Nice, collabore à diverses revues (Dragon radieux ; Apsara ; etc.), travaille comme game designer et concepteur-rédacteur de jeux.  
En 1998, l'homme d'affaires Mourad Boudjellal, PDG des éditions Soleil Productions, lui propose de devenir le responsable de sa librairie Bédule à Toulon, spécialisée en bande dessinée. 
Parallèlement, il signe comme scénariste plusieurs séries de bande dessinée aux éditions Vents d'ouest, Soleil Productions, Glénat, etc. 
En 2011, les éditions Physalis lui confient la direction d'une collection de romans de genre thriller-fantastique. Les premiers titres sont :
- John Lang, Le bouclier obscur : roman, Vineuil, Physalis, 2012, 253 p. (ISBN 978-2-36640-005-2) ;
- Anthony-Luc Douzet, Les 13 crimes de Théodem Falls : roman, Vineuil, Physalis, 2012, 264 p. (ISBN 978-2-36640-004-5)[9], avec le comédien Jean-Claude Dreyfus.

En 2012, il collabore, comme narrateur et dialoguiste, avec un orchestre philharmonique et les comédiens Philippe Peythieu et Véronique Augereau, pour des concerts de musiques de films.
Il est contacté pour rejoindre le pool de scénaristes MSC NARI, afin de répondre à des commandes pour l'audiovisuel.  
En 2014, à l'occasion du centenaire de la Grande Guerre et de l'alliance franco-serbe, Bruno Falba est invité par l'Institut français de Serbie à participer à la bande dessinée intitulée Ligne de front (Linije front). Il rend hommage aux soldats de l'Armée d'Orient, dont faisait partie son grand-père maternel de 1915 à 1922. Le collectif est publié en français et en serbe par System Comics avec le concours du ministère de la Culture de la République serbe et la Mission du centenaire de la Première Guerre mondiale (côté français). Les planches, ainsi que celles de La der des ders de Tardi font l'objet d'une exposition à Belgrade. L'année suivante, les planches sont exposées à Paris, au Centre culturel de Serbie.  
En mars 2015, Bruno Falba rachète la librairie spécialisée en bande dessinée de Mourad Boudjellal. Il en fait la Librairie Falba, au 5 place Pierre Puget à Toulon. Il y organise des rencontres autour de la bande dessinée (franco-belge, comics, manga, etc.).
Quelques semaines plus tard, il signe, comme scénariste, deux bandes dessinées de genre historique aux éditions Glénat. Ces deux titres sont Waterloo, le chant du départ, avec la participation de l'académicien Jean Tulard, et Operation Overlord, tome 4, dédié au commando Kieffer.
Au mois de septembre de la même année, il organise, écrit et coordonne un dessin spectacle avec le dessinateur Davide Fabbri et l'ensemble de cuivres et de percussions d'Azur Symphonic Orchestra, dirigé par Cédric Clef. L’événement, réalisé en direct et projeté sur des écrans géants, anime la nocturne de la Fête du livre du Var 2015, à Toulon.
Le 29 novembre 2015, à l'occasion du premier Festival du jeu et du jouet de Toulon, Bruno Falba organise un concert avec le groupe de rock progressif The Watch. Les membres du groupe interprètent des reprises de Genesis, époque 1970-1975. Le concert a lieu à l'auditorium du palais des congrès Neptune, renommé pour l'occasion « Le palais du jeu ». 
En 2016, paraît le tome 5 de Opération Overlord, dont Bruno Falba signe le scénario. Il prépare le tome suivant pour les éditions Glénat, et accueille dans sa librairie des auteurs internationaux. 
À l'occasion du 75e anniversaire du Débarquement en Normandie, le 6 juin 2019, paraît Opération Overlord, tome 6.
Il organise les Rencontres de la BD-Ciné à Toulon, réunissant des cinéastes et des auteurs de bande dessinée. La manifestation est accueillie dans le cinéma Pathé Gaumont Liberté où plusieurs filmes cultes sont projetés.  
Il crée les Éditions FALBA à Toulon. Elles ont pour ligne éditoriale la publication d'ouvrages historiques couvrant les XVIIIe et XIXe siècles. 
En 2020, l'essai littéraire Autour de Bonaparte à Nice - Légendes & vérités d'Alexandre Gourdon  (ISBN 9782957182213), puis l'autobiographie Souvenirs du général Falba, inaugurent le catalogue.

## Publications

### Bandes dessinées
Bruno Falba pratique trois genres principaux en tant que scénariste de bande dessinée : 
- l’humour avec 2 Gars 2 mars, la trilogie Malek Sliman (3 tomes), On dirait que… J'étais le chevalier Bubusse (1 tome) et Les Rôlistes (1 tome) ;
- la fantasy avec Le souffleur de rêves (1 tome), La loi du chaos (3 tomes) et Le chant des elfes[17] (3 tomes) ;
- l’historique avec Antichristus (2 tomes), Confessions d’un Templier (3 tomes), Cathares (3 tomes), L'espion de l'Empereur (1 tome), Operation Overlord (6 tomes)[18], Ligne de front (collectif) et Waterloo (histoire complète).

Les dessinateurs sont : Bruno Bessadi (2 Gars 2 mars), Richard Di Martino (Malek Sliman), Toshy (On dirait que… J'étais le chevalier Bubusse), François Tasiaux (La loi du chaos), Olivier Rouan (Le souffleur de rêves), Mike Ratera (Le chant des elfes), Vladimir Aleksić (Antichristus), Fabio Bono (Confessions d'un Templier, Cathares), Fabien Laouer (Les Rôlistes), Sibin Slavković (L'espion de l'Empereur), Davide Fabbri & Christian Dalla Vecchia (Operation Overlord), Aleksa Gajić (Ligne de front), Christophe Regnault & Maurizio Geminiani (Waterloo). 
Les albums sont publiés en français, en allemand, anglais, espagnol, néerlandais, italien, portugais et serbe. 

#### Publications en français
- 2 Gars 2 mars (dessin : Bruno Bessadi ; strips publiés dans la presse)
- Malek Sliman (dessin : Richard Di Martino ; éditeur : Vents d'Ouest ; directeur de collection : Thierry Cailleteau)  
  - tome 1 : Pax Massilia (couleur : Schelle & Rosa)  (ISBN 9782869678613)
  - tome 2 : À un de ces quatre (couleur : Arnaud Boutle)  (ISBN 9782869679313)
  - tome 3[22] : Recyclage (couleur : Arnaud Boutle)  (ISBN 9782869679849)
  - intégrale (couleur : Schelle & Rosa ; Arnaud Boutle)  (ISBN 9782749306292)
- On dirait que j'étais… (dessin : Toshy ; collection jeunesse ; Soleil Productions) 
  - One shot : ...Le chevalier Bubusse (couleur : Toshy)  (ISBN 9782845654761)
- La Loi du chaos (dessin : François Tasiaux ; éditeur : Soleil Productions)  
  - tome 1[23] : Elfes Noirs (couleur : Geneviève Penloup)  (ISBN 9782845652026)
  - tome 2 : L'ombre d'un doute (couleur : Emmanuel Pinchon)  (ISBN 9782845655652)
  - tome 3 : La fin d'un cycle (couleur : Emmanuel Pinchon)  (ISBN 9782849462898)
  - coffret (3 tomes) : La loi du chaos (couleur : Geneviève Penloup/Emmanuel Pinchon)  (ISBN 9782849464199)
- Le Souffleur de rêves (dessin : Olivier Rouan ; éditeur : Soleil Productions ; directeur de collection : Jean Wacquet ; collection : Soleil Levant)  
  - One shot : La nécropole des soupirs (couleur : Camille Paganotto)  (ISBN 9782845653726)
- Le Chant des Elfes (dessin : Mike Ratera ; éditeur : Soleil Productions ; directeurs de collection : Jean-Luc Istin et Jacques Lamontagne ; collection : Soleil Celtic) 
  - tome 1 : La dernière alliance (couleur : Max)  (ISBN 9782302001992)
  - tome 2[24] : Les invasions barbares (couleur : Digikore Studios)  (ISBN 9782302008021)
  - tome 3[25] : Les champs Catalauniques (couleur : Digikore studios)  (ISBN 9782302014657)
- Antichristus (dessin : Vladimir Aleksić ; éditeur : Soleil Productions ; directeur de collection : Jean-Luc Istin ; collection : Secrets du Vatican) 
  - tome 1[26] : Loyauté et Bonvouloir (couverture : Mikael Bourgoin ; couleur : Antoine Quaresma)  (ISBN 9782302003101)
  - tome 2 : Bonaparte (couverture : John Mac Cambridge ; couleur : Antoine Quaresma)  (ISBN 9782302012417)
- Confessions d'un Templier (dessin : Fabio Bono ; éditeur : Soleil Productions ; directeur éditorial Jean Wacquet)
  - tome 1[27] : Les révélations du chevalier (couleur : Alex Gonzalbo/Digikore Studios)  (ISBN 9782302007376)
  - tome 2[28] : Les secrets du Temple (couleur : Alex Gonzalbo/Digikore Studios)  (ISBN 9782302012868)
  - tome 3 : Les aveux du Grand Maître (couleur : Alex Gonzalbo/Digikore Studios)  (ISBN 9782302016163)
- Cathares (dessin : Fabio Bono ; éditeur : Glénat)
  - tome 1[29] : Le sang des martyrs (couleur : Dimitri Fogolin)  (ISBN 9782723476812)
  - tome 2[30] : Chasse à l'homme (couleur : Dimitri Fogolin)  (ISBN 9782723484299)
  - tome 3[31] : La synagogue de Satan (couleur : Dimitri Fogolin)  (ISBN 9782723490047)
- Les Rôlistes (dessin : Fabien Laouer ; éditeur : Kantik)
  - One shot[32] : Jet d'initiative (couleur : Fabien Laouer)  (ISBN 9782357080416)
- L'espion de l'Empereur (dessin : Sibin Slavković ; éditeur : Joker)
  - One shot : Ulm, 1805 (couleur : Véronique Robin)  (ISBN 9782872655014)
- Operation Overlord[33] (dessin des couvertures : Davide Fabbri ; couleur des couvertures : Jean-Jacques Chagnaud ; story-board : Davide Fabbri ; encrage : Christian Dalla Vecchia ; éditeur : Glénat)
  - Omaha Beach[34] (couleur : Domenico Neziti)  (ISBN 9782723496674)
  - La batterie de Merville (couleur : Domenico Neziti)  (ISBN 9782723496681)
  - Commando Kieffer (couleur : Domenico Neziti)  (ISBN 9782344006801)
  - La Pointe du Hoc (couleur : Davide Fabbri)  (ISBN 9782344015872)
  - une nuit au Berghof (couleur : Dario Grillotti)  (ISBN 9782344022740)
  - coffret n° 1  (ISBN 9782344011454)
  - coffret n° 2  (ISBN 9782344011461)
- Ligne de front, collectif (éditeur : Institut français de Serbie)  (ISBN 9788689309171)
  - Ange gardien (dessin & couleur : Aleksa Gajić)
- Waterloo (story-board : Christophe Regnault ; dessin : Maurizio Geminiani ; encrage : Maurizio Geminiani & Christian Dalla Vecchia ; couleur : Luca Bancone & Mad5 Factory ; dossier : Jean Tulard ; éditeur : Glénat)  (ISBN 9782344005613)
  - One shot : Le chant du départ

#### Publications en allemand
- Operation Overlord (éditeur : Panini)
  - Landung am Omaha Beach (scénario : Bruno Falba ; story-board : Davide Fabbri ; encrage : Christian Dalla Vecchia ; couleur : Domenico Neziti)  (ISBN 9783957984579)
  - Die Geschütze von Merville (scénario : Bruno Falba ; dessin : Davide Fabbri ; couleur : Domenico Neziti)  (ISBN 9783957986993)
  - Kommando Kieffer (scénario : Bruno Falba ; dessin : Davide Fabbri ; couleur : Domenico Neziti)  (ISBN 9783741604607)
  - Der Pointe du Hoc (scénario : Bruno Falba ; dessin : Davide Fabbri ; couleur : Davide Fabbri)  (ISBN 9783741610035)

#### Publications en anglais
- Operation Overlord (éditeur : Rebellion / 2000 AD)

Album vendus dans une opération presse avec le magazine Judge Dredd Megazine n°405, 406 & 407 :
- Omaha Beach (scénario : Bruno Falba ; story-board : Davide Fabbri ; encrage : Christian Dalla Vecchia ; couleur : Domenico Neziti) ;
- The Merville Gun (scénario : Bruno Falba ; dessin : Davide Fabbri ; couleur : Domenico Neziti) ;
- Commando Kieffer (scénario : Bruno Falba ; dessin : Davide Fabbri ; couleur : Domenico Neziti).

#### Publications en espagnol
- Operación Overlord (éditeur : Norma Editorial) 
  - Omaha Beach (scénario : Bruno Falba ; story-board : Davide Fabbri ; encrage : Christian Dalla Vecchia ; couleur : Domenico Neziti)  (ISBN 9788467919585)
  - La batería de Merville (scénario : Bruno Falba ; dessin : Davide Fabbri ; couleur : Domenico Neziti)  (ISBN 9788467921182)
  - Comando Kieffer (scénario : Bruno Falba ; dessin : Davide Fabbri & Christian Dalla Vecchia ; couleur : Domenico Neziti)  (ISBN 9788467933765)
  - Pointe du Hoc (scénario : Bruno Falba ; dessin : Davide Fabbri ; couleur : Davide Fabbri)  (ISBN 9788467937077)

#### Publications en italien
- Operazione Overlord, (éditeur : Mondadori Comics) 
  - intégrale 1 (152 pages) :
    - Sainte-Mère-Église (scénario : Michaëll Le Galli ; dessin : Davide Fabbri ; couleur : Domenico Neziti) ;
    - Omaha Beach (scénario : Bruno Falba ; story-board : Davide Fabbri ; encrage : Christian Dalla Vecchia ; couleur : Domenico Neziti) ;
    - La Batteria di Merville (scénario : Bruno Falba ; dessin : Davide Fabbri ; couleur : Domenico Neziti).

  - intégrale 2 (120 pages) :
    - Commando Kieffer (scénario : Bruno Falba ; dessin : Davide Fabbri ; couleur : Domenico Neziti) ;
    - Pointe du Hoc (scénario : Bruno Falba ; story-board : Davide Fabbri ; encrage : Christian Dalla Vecchia ; couleur : Davide Fabbri).
- Napoleone (éditeur : Mondadori Comics)
  - Waterloo (scénario : Bruno Falba ; story-board : Christophe Regnault ; dessin : Maurizio Geminiani ; encrage : Maurizio Geminiani & Christian Dalla Vecchia ; couleur : Luca Bancone & Mad5 Factory)

#### Publications en néerlandais
- Wet van de chaos (dessin : François Tasiaux ; éditeur : Talent Uitgeverij)  
  - Zwarte elfen  (ISBN 9789052898049)
- Antichrist (dessin : Vladimir Aleksić ; éditeur : Saga Uitgaven)
  - 1- Goede will en trouw  (ISBN 9789085520900)
  - 2- Bonaparte  (ISBN 9789085521761)
- De Tempelier (dessin : Fabio Bono ; éditeur : Uitgeverij Daedalus)
  - 1- De onthullingen van de ridder  (ISBN 9789088101687)
  - 2- De geheimen van de Tempel  (ISBN 9789088102226)
  - 3- De verklaringen van de grootmeester  (ISBN 9789088103049)
  - Integrale Editie  (ISBN 9789088104206)
- De zang der elfen (dessin : Mike Ratera ; éditeur : Dark Dragon Books)
  - 1- Het laatst verbond  (ISBN 9789460780363)
  - 2- Invaste des Barbaren  (ISBN 9789460780448)
  - 3- De Catalaunische Velden  (ISBN 9789460780547)
  - coffret (3 tomes + carnet de croquis)  (ISBN 9789460780585)
- Katharen (dessin : Fabio Bono ; éditeur : Uitgeverij Daedalus)
  - 1- Martelarenbloed  (ISBN 9789088103636)
  - 2- Klopjacht  (ISBN 9789088103780)
  - 3- De Verklaringen van de Grootmeester  (ISBN 9789088104435)
- Operatie overlord (story-board : Davide Fabbri ; dessin : Christian Dalla Vecchia ; couleur : Domenico Neziti ; éditeur : Silvester strips)

Softcover :
- - 2- Omaha Beach  (ISBN 9789463061339)
  - 3- De batterij van Merville  (ISBN 9789463061964)
  - 4- Commando Kieffer  (ISBN 9789463062411)
  - 5- De Pointe du Hoc  (ISBN 9789463062725)
  - 6- Een nacht op de Berghof  (ISBN 9789463064323)

Hardcover : 
- - 2- Omaha Beach  (ISBN 9789463061346)
  - 3- De batterij van Merville  (ISBN 9789463061957)
  - 4- Commando Kieffer  (ISBN 9789463062404)
  - 5- De Pointe du Hoc  (ISBN 9789463062718)
  - 6- Een nacht op de Berghof  (ISBN 9789463064316)

#### Publications en portugais
- Operação Overlord (éditeur : ASA / Público) 
  - Omaha Beach (scénario : Bruno Falba ; story-board : Davide Fabbri ; encrage : Christian Dalla Vecchia ; couleur : Domenico Neziti)
  - A Bateria de Merville (scénario : Bruno Falba ; dessin : Davide Fabbri ; couleur : Domenico Neziti)
  - Comando Kieffer (scénario : Bruno Falba ; dessin : Davide Fabbri & Christian Dalla Vecchia ; couleur : Domenico Neziti)
  - Pointe du Hoc (scénario : Bruno Falba ; dessin : Davide Fabbri ; couleur : Davide Fabbri)
  - Uma Noite no Berghof (scénario : Bruno Falba ; Dessin : Davide Fabbri & Christian Dalla Vecchia ; couleur : Davide Fabbri)

#### Publications en serbe
- Linije fronta, collectif (éditeur : System Comics)  (ISBN 9788689309171)
  - Ange gardien (dessin & couleur : Aleksa Gajić)

## Musique
Bruno Falba collabore avec des musiciens, des comédiens et des dessinateurs sur des spectacles : 
- Première !, concert de musiques de films (textes et dialogues : Bruno Falba ; chef d'orchestre : Cédric Clef ; orchestre symphonique : Azur Symphonic Orchestra ; comédiens :  Philippe Peythieu et Véronique Augereau) ;
- Dessin spectacle, concert de musiques de films accompagné de dessins réalisés en direct et projetés sur écrans géants (coordination, écriture et réalisation : Bruno Falba ; chef d'orchestre : Cédric Clef ; orchestre philharmonique : Azur Symphonic Orchestra ; dessin : Davide Fabbri)[35] ;
- Entre les lignes, CD (textes : Bruno Falba ; chef d'orchestre : Cédric Clef ; orchestre philharmonique : Azur Symphonic Orchestra ; dessin : Maurizio Geminiani) - À venir.